# Samak Sunthorawet
Samak Sunthorawet, parfois transcrit Samak Sundaravej, né le 13 juin 1935 à Bangkok (Thaïlande) et mort le 24 novembre 2009, est un homme d'État thaïlandais.
Il succéda à Surayud Chulanont au poste de Premier ministre le 29 janvier 2008 et le reste jusqu'au 9 septembre.
Il a été ministre de l'Intérieur de 1976 à 1977, puis ministre des Transports de 1983 à 1986 et de 1990 à 1991. De 2000 à 2004, il a été gouverneur de Bangkok.

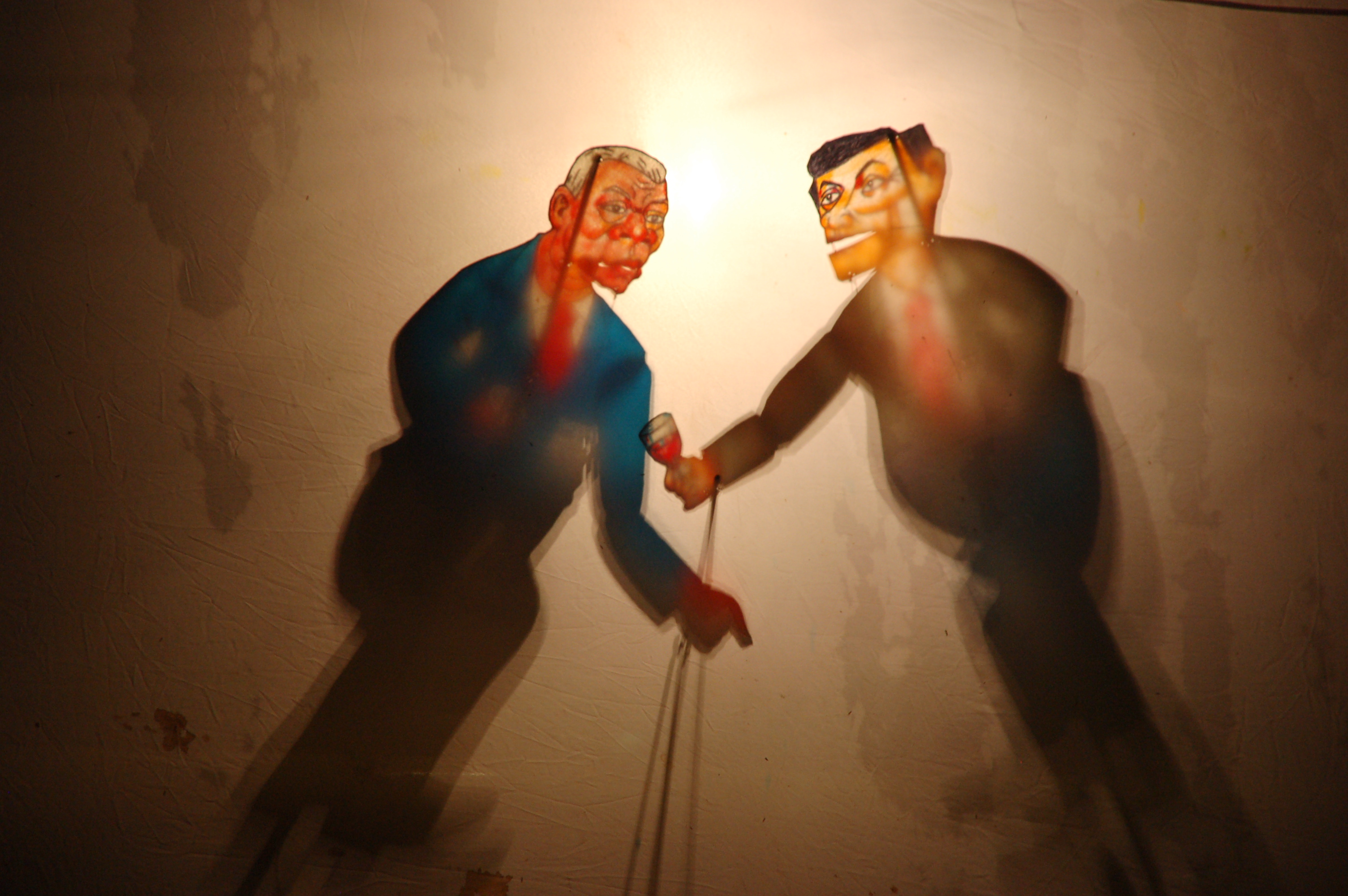
Théâtre d'ombres dans la Province de Trang en 2008 : Samak Sunthorawet et Thaksin Shinawatra.